# My Own Way EP
My Own Way EP es el tercer EP producido por el grupo musical de rock alternativo Evermore. Fue lanzado el 12 de septiembre de 2003 por el sello discográfico Warner Music.
Evermore realizó dos videos musicales del EP, Hold On y My Own Way.

## Lista de canciones
| Nº | Canción           | Duración |
| -- | ----------------- | -------- |
| 1. | "Hold on"         | 4:05     |
| 2. | "My Own Way"      | 5:40     |
| 3. | "What's Inside"   | 3:50     |
| 4. | "The Same as You" | 4:34     |
| 5. | "So Fine"         | 2:38     |

## Personal
- Jon Hume - vocales, guitarra
- Peter Hume - vocales, teclados, bajo
- Dann Hume - vocales, batería

## Historia
| Región    | Fecha                    | Sello        | Formato              | Catálogo   |
| --------- | ------------------------ | ------------ | -------------------- | ---------- |
| Australia | 12 de septiembre de 2003 | Warner Music | CD, descarga digital | 2564609522 |